# Râul Tincova
Râul Tincova este un curs de apă afluent al râului Timiș

## Hărți
- Harta Munții Poiana Rusca  Arhivat în 12 martie 2010, la Wayback Machine.
- Harta Județului Caraș-Severin